# Eurístenes
Outro Eurístenes foi um filho de Egito, morto por sua esposa e prima junto com 48 de seus irmãos (ver Danaides).
Na mitologia grega, Eurístenes (c. 1008 a.C. - c. 930 a.C.) que pertencia à Dinastia Ágida, era um dos heráclidas, filho de Aristodemo, tetra-neto de Héracles. 
Tornou-se rei de Esparta junto com seu irmão Procles, durante a conquista do Peloponeso pelos heráclidas. O rei anterior era Tisâmeno, filho de Orestes. Os descendentes de Eurístenes e Procles formaram a Diarquia de Esparta, que durou até a época de Alexandre, o Grande. 